# Fabryka Garbarska Temler i Szwede w Warszawie
Fabryka Garbarska Temler i Szwede w Warszawie – dawna fabryka znajdująca się przy ul. Okopowej 78 na warszawskim Muranowie, w dzielnicy Wola. Przed II wojną światową kompleks był własnością Towarzystwa Akcyjnego Fabryki Garbarskiej Temler i Szwede.

## Historia

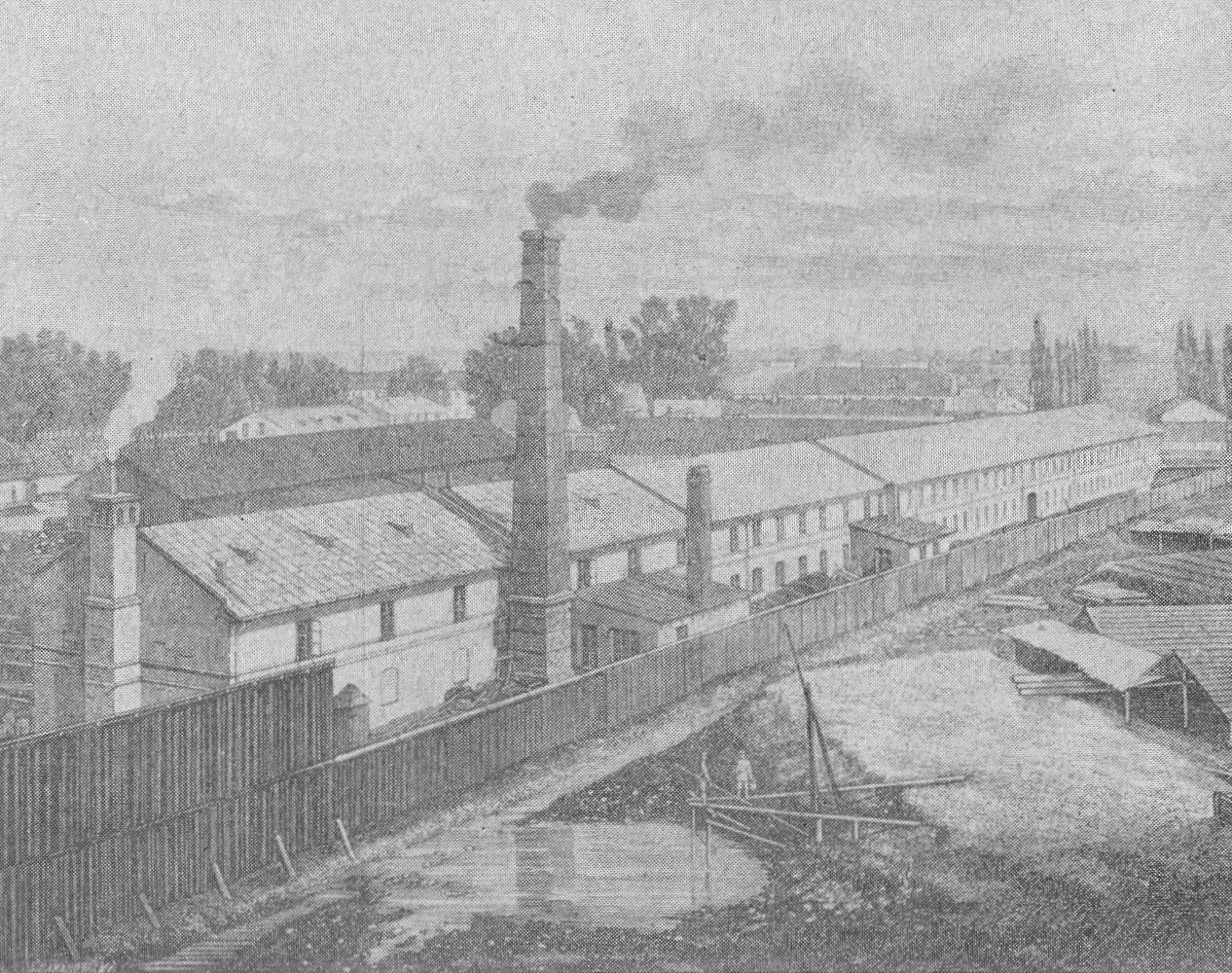
Widok ogólny garbarni w XIX wieku

Historia przedsiębiorstwa sięga roku 1806, kiedy to w Warszawie firmę garbarską założył Jan Gottfried Temler – osadnik z Saksonii. Rozpoczęło ono działalność na obszernej posesji na rogu ulic Białej i Ogrodowej. W połowie XIX w., firma przeszła w posiadanie jego dwóch synów: Karola Ludwika Temlera oraz Aleksandra Ferdynanda Temlera, którzy następnie zawiązali spółkę z Ludwikiem Szwede. W 1858 rozwijający się zakład został przeniesiony na ul. Okopową.
Fabryka Garbarska Temler i Szwede była jednym z największych tego typu zakładów w Królestwie Polskim, cieszącym się renomą nie tylko w kraju, ale także za granicą. Od lat 20 – XX w., w zarządzie firmy zasiadał także przedstawiciel skoligaconej z Temlerami, rodziny Pfeifferów posiadających de facto 51% akcji.
Kres działalności Towarzystwa Akcyjnego Fabryki Garbarskiej Temler i Szwede to okres II wojny światowej. Po wojnie zakład został połączony z sąsiadującą z nim, również zniszczoną garbarnią Pfeifferów (nr 58/72, Pfeifferowie posiadali 40% akcji Temler i Szwede) i odbudowany jako jedno przedsiębiorstwo. W 1948 zostało ono nacjonalizowane. 
Na terenie upaństwowionego kompleksu fabrycznego w okresie PRL działały różne zakłady, w tym między innymi Miejskie Przedsiębiorstwo Oczyszczania, Stołeczne Zakłady Wyrobów Konfekcyjnych „Apis” oraz firma obuwnicza „Syrena”. Obecnie kompleks fabryczny pozostaje opuszczony, a o odzyskanie obiektu starają się potomkowie rodziny Temlerów.
W 2010 kompleks decyzją Mazowieckiego Wojewódzkiego Konserwatora Zabytków Barbary Jezierskiej został wpisany do rejestru zabytków.
W ostatnich latach w nieużytkowanych budynkach garbarni kilkukrotnie wybuchały pożary.